# Fable (Computerspiel, 2026)
Fable (inoffiziell auch Fable 4) ist ein bei Playground Games sich in Entwicklung befindendes Reboot des im Jahr 2004 erschienenen gleichnamigen Spiels. Das Fantasyspiel wird für die Systeme Microsoft Windows und Xbox Series entwickelt und soll 2026 veröffentlicht werden.

## Entwicklung
Im Juli 2020 wurde die Entwicklung offiziell auf der Xbox Games Showcase als Neubeginn bzw. Reboot der dreiteiligen Fable-Computerspielserie angekündigt. Bereits im Jahr 2018 war über die Entwicklung eines Fable-Spiels berichtet worden.
Im Juni 2023 wurde ein erster In-Game-Trailer, der einen von Richard Ayoade gespielten Charakter zeigt, veröffentlicht. Ein Jahr später, im Juni 2024, wurde ein zweiter Trailer veröffentlicht und darin das Jahr 2025 als Veröffentlichungszeitraum angegeben. Im Februar 2025 wurde angekündigt, dass der Veröffentlichungszeitraum auf 2026 verschoben wurde.